# Acyclania
Acyclania é um género de traça pertencente à família Arctiidae.